# 信息政策
信息政策（英語：information policy），是一类针对信息管理的政策，它规定了分享、传播、获得、规范、分类和储存信息的规则、有关确定用户和公司单位有权分享数据的程序和责任、信息可被分配的地方，以及更新和维护信息的人员。